# Dinosaurs: The Most Complete, Up-to-Date Encyclopedia for Dinosaur Lovers of All Ages
Dinosaurs: The Most Complete, Up-to-Date Encyclopedia for Dinosaur Lovers of All Ages (česky v překladu Dinosauři: Nejkompletnější, aktualizovaná encyklopedie pro milovníky dinosaurů jakéhokoliv věku) je kniha amerického paleontologa Thomase R. Holtze Jr. (* 1965) z roku 2007 (vyšla v nakl. Random House). Ilustrátorem knihy je uznávaný umělec a tvůrce moderních paleontologických rekonstrukcí Luis V. Rey.
Tématem knihy je nový pohled na neptačí dinosaury - populární objekt současné paleontologie. Ve 42 kapitolách zde autor představuje současný pohled na různé skupiny dinosaurů i problematiku s jejich existencí spojenou. Publikace je velmi dobře a fundovaně napsanou ukázkou pokroku v moderní paleontologii. Kniha zatím nevyšla v českém překladu.